# 인천동양중학교
인천동양중학교(仁川東陽中學校)는 대한민국 인천광역시 계양구 동양동에 있는 공립 중학교이다.

## 학교 연혁
- 2005년 12월 28일 : 인천동양중학교 설립 인가(4학급)
- 2006년 8월 13일 : 인천동양중학교 준공
- 2007년 3월 1일 : 초대 최두집 교장 취임
- 2007년 3월 1일 : 인천동양중학교 개교
- 2007년 3월 2일 : 신입생 52명 입학, 2,3학년 재학생 32명 전입, 개학
- 2007년 10월 16일 : 개교기념식
- 2008년 2월 14일 : 제1회 졸업식(졸업생 18명)
- 2018년 2월 28일 : 선진형 교과교실 구축
- 2023년 3월 1일 : 제6대 황미희 교장 취임
- 2024년 1월 5일 : 제17회 졸업식(남 96명, 여 87명) 누계(2,119명)
- 2024년 3월 4일 : 입학식(남 93명, 여 69명 입학생 161명)

## 참고 자료
- 인천동양중학교 - 한국교육학술정보원 학교알리미